# دو جنینگز
دِو جنینگز (انگلیسی: Dev Jennings؛ ۲۲ سپتامبر ۱۸۸۴ – ۱۲ مارس ۱۹۵۲) فیلم‌بردار اهل ایالات متحده آمریکا بود.
از فیلم‌هایی که وی در آن‌ها نقش داشته‌است، می‌توان به ترجیحاً فولاد، ژنرال، استیمبوت بیل جونیور، سالی و دشمن مردم اشاره نمود.